# Arkadiusz Godlewski
Arkadiusz Mariusz Godlewski (ur. 4 czerwca 1973) – polski polityk samorządowy, były wiceprezydent Katowic, nauczyciel akademicki Uniwersytetu Śląskiego w Katowicach.

## Życiorys
Arkadiusz Godlewski w 1997 ukończył studia prawnicze na Wydziale Prawa i Administracji Uniwersytetu Śląskiego z tytułem magistra prawa; w latach 1997–1998 pracował w Urzędzie Miejskim w Cieszynie, w latach 1999–2002 był dyrektorem gabinetu Marszałka Województwa Śląskiego, a w latach 2002–2007 w Urzędzie Miasta Katowice jako pełnomocnik ds. Funduszy Europejskich oraz Zastępca Naczelnika Kancelarii Prezydenta Miasta. W latach 2007–2010 pełnił stanowisko zastępcy Prezydenta Miasta Katowice, odpowiedzialnego za inwestycje, fundusze europejskie oraz informatyzację. W 2008 został członkiem zgromadzenia Górnośląskiego Związku Metropolitalnego.
Jest także nauczycielem akademickim Uniwersytetu Śląskiego w Katowicach oraz Śląskiej Wyższej Szkole Zarządzania im. Jerzego Ziętka w Katowicach. Od 8 grudnia 2001 do 2 grudnia 2005 był członkiem Rady Naczelnej Związku Harcerstwa Polskiego jak przedstawiciel Chorągwi Śląskiej ZHP. Został odznaczony Złotym Krzyżem „Za Zasługi dla ZHP”.
W 2005 był jednym ze współzałożycieli Stowarzyszenia „Europa jest prosta”. Należy do Platformy Obywatelskiej. W wyborach samorządowych w 2010 kandydował z jej ramienia na prezydenta Katowic (zajął 2. miejsce, jednak nie było II tury). W latach 2010–2013 był przewodniczącym Rady Miasta Katowice. W latach 2011–2015 był prezesem Wojewódzkiego Parku Kultury i Wypoczynku im. gen. Jerzego Ziętka; od 4 marca 2011 – członkiem zarządu Związku Miast Polskich. W 2014 ponownie kandydował bez powodzenia na prezydenta Katowic (zajął 3. miejsce, nie przechodząc do II tury), jednak uzyskał reelekcję do rady miasta.